# 利奇 (亞利桑那州)
利奇（英語：LeChee）是位於美國亞利桑那州可可尼諾縣的一個人口普查指定地區。根據2010年美國人口普查，該地人口為1443人，而該地的面積約為43.01平方千米。

## 地理
利奇的座標為36°52′26″N 111°26′17″W / 36.87389°N 111.43806°W，而該地最高點為海拔高度1519米（即4982英尺）。